# Аманда Дудамель
Аманда Дудамель Ньюман (19 жовтня 1999 , Мерида ) — венесуельська дизайнерка, модель, філантроп та володарка титулу « Міс Венесуела 2021», де представляла регіон Андіна на конкурсі. Як переможниця від Венесуели взяла участь у конкурсі краси «Міс Всесвіт 2022», де зайняла друге місце.

## Раннє та особисте життя
Аманда Дудамель народилася 1999 року в Мериді у Венесуелі. Дудамель жила у дитинстві та в юнацькому віці, почергово, у штатах Мерида та Яракуй. Вона дочка Рафаеля Дудамела, колишнього венесуельського футболіста з Сан-Феліпе в штаті Яракуй, та Нахіри Ньюман Торрес, венесуельської рієлторки з Мериди у венесуельському штаті Мерида.
Завдяки роботі батьків, у дитинстві та підлітковому віці вона жила в різних країнах, таких як Канада, Колумбія, Чилі та ПАР, де вона навчилася говорити англійською.
Аманда почала свою професійну кар'єру в галузі дизайну одягу в італійській столиці Римі, де вона жила кілька років і навчилася розмовляти ще й італійською, однією з трьох мов, якими вона володіє (крім англійської та іспанської). Дудамель є власницею та виконавчим директором власного бренду одягу «By Amanda Dudamel» та співзасновником бренду «Reborn the Brand», а також директором соціального проєкту «Emprendiendo e Impactando».
Також обіймає посаду креативного директора Made in Petare, бренду аксесуарів, створеного для фінансової підтримки фонду «Un Par Por Un Sueño». Разом з ними, шляхом розробки та продажу продуктів, вони сприяють роботі фонду, за кошти якого щодня харчується понад 1000 дітей у різних їдальнях Петаре у Венесуелі, найбільшого мікрорайону Латинської Америки. Вони також залучають матерів до проєкту, пропонуючи їм навчання та можливості працевлаштування, які дозволяють їм розширити свої можливості та фінансово підтримувати свої сім'ї; і одночасно проводити розважальні заходи для дітей.

## Модельна кар'єра

### Міс Венесуела 2021
Наприкінці конкурсу « Міс Венесуела 2021», який відбувся 28 жовтня 2021 року, Дудамель була обрана як «Міс Венесуела 2021».
Дудамель є третьою Міс Венесуела від штату Мерида разом з Аною Грізельдою Вегас Міс Венесуела 1961 і Стефанією Фернандес Міс Венесуела 2008 та Міс Всесвіт 2009.
18 листопада 2021 року Дудамель провела свій перший показ як модельєр у Венесуелі зі своїм брендом одягу REBORN THE BRAND.
У січні 2022 року вона знялася в рекламному ролику бренду догляду за волоссям Drene.
24 травня 2022 року Аманда брала участь у показі весняно-літньої колекції під назвою Canto a Caracas (дослівно — «Я співаю Каракасу») венесуельського модельєра Джованні Скутаро.
Під час терміну виконання повноважень Міс Венесуела Аманда Дудамель заснувала свій соціальний проєкт під назвою «Dale play al éxito» (дослівно — «Навчитися прямувати до успіху»). Це освітня програма, в якій вона разом із групою чоловіків та жінок працювала у сільськогосподарському секторі Петаре, розташованого в штаті Міранда у Венесуелі.
Дудамель також запустила свою цифрову платформу під назвою «Voice Across The Universe», де вона взяла інтерв'ю у кількох кандидаток на «Міс Всесвіт», серед яких представниці: України, Аргентини, Бразилії, Кореї, Кюрасао, Колумбії, Іспанії, Філіппін, Гани, Панами, Косово, Мексики, Гондурасу, Індії, Індонезії, Італії, Парагваю, Португалії та Уругваю.

### Міс Всесвіт 2022
Аманда Дудамель представляла Венесуелу на конкурсі «Міс Всесвіт-2022», виборовши друге місце (титул першої віце-чемпіонку). Це найвище місце, якого досягли представниці Венесуели після перемоги Габріели Іслер у 2013 році.